# 新會第一中學
新會第一中學（英語：Xinhui No.1 Middle School），全稱江门市新會第一中學，簡稱新會一中，是中國廣東江門新會的一所公办完全中学。

## 歷史
1905年10月20日在新會考棚舊址設立，以新會官立初級師範學堂，為校名，是新會開辦最早的中學。同年改名為新會官立中學堂。
1912年，更名為新會中學校。
1922年，更名為新會初級中學。
1931年，更名新會縣立第一中學。
1950年4月，和岡州中學合併，改名為新會縣立會城聯合中學。
1952年，正式定名為新會縣第一中學。
1959年，易名為新會中學。
文革期間改名會城中學。
1978年，復稱新會縣第一中學。
1992年，更名為新會市第一中學。
2002年，易名為江門市新會第一中學至今，但其校門題字仍為「新會市第一中學」 。

## 校園
2003年4月，新會區政府對新會一中與圭峰中學進行教育資源合併重組，原與高中部同一辦學地址的初中部，遷至原圭峰中學的位置。新會一中現在由校本部（高中部：惠民西路2號）和圭峰校區（初中部：育才路57號）兩個校區組成。兩校區佔地面積共170000平方米。
校本部保留有歷史建築：
- 新會風采堂
- 新會書院（现已移交政府，对外开放）

教學樓由華僑出資興建：
- 黄克競博士教育楼：黃克競捐建，現為復讀補習班教學樓
- 黄克競博士科学樓：黃克競捐建，現為生物、化學實驗室
- 苏周玉珍纪念楼：蘇澄洲捐建[4]，現為高一教學樓
- 健德堂：黃球捐建，現為體育館[5]
- 勤奮樓：黃球捐建，現為學生宿舍及食堂等生活區[5]

### 歷史建築物

##### 風采堂
新會風采堂，位於新會一中校本部校內，現為新會一中圖書館之中館閱覽室。原是余氏族人將建於明末、祭祀余靖的“余忠襄公祠”舊祠堂拆了重建而成，由台山荻海（現屬開平）人余清江設計，民國23年（1934年）奠基，民國26年竣工。用磚、石、混凝土仿古構造，歇山頂，重簷。平面結構為12柱，進深3間。置於1.4米高石台上，天花板施民族形式圖案裝飾，總面積為352平方米。是時為圖書館之“中館”，與其東西靠攏之建造東西兩館皆為學生自習室，高考期間為考務辦公室。

##### 新會書院
新會書院，又名“阖邑书院”，位於新會一中校本部校內，由新会建筑师林護设计，1920年兴建，1927年竣工，占地10000平方米。1995年列為新會區文物保護單位，為近現代重要史跡及代表性建築。

## 知名校友

### 学术界
- 陳國達[2]：地質學家，中國科學院院士，地窪學說的創立者。
- 梁宗岱[2]：中國現代詩人、翻譯家、文學評論家。

### 传媒界
- 胡悦鑫：2008届，中国中央电视台新闻主持人[8]。